# Иванова, Димитрана
Димитрана Иванова, урождённая Петрова (1 февраля 1881, Русе — 29 мая 1960, София), —
болгарский реформатор в сфере образования, суфражистка и борец за права женщин. Она возглавляла Болгарский союз женщин с 1926 по 1944 год.

## Биография
Димитрана Петрова родилась 1 февраля 1881 года в городе Русе, в Болгарии. Будучи дочерью торговца, она получала образование в местной школе для девочек, а затем и в средней школе для девочек. В Болгарии женщинам разрешалось слушать лекции в Софийском университете с 1896 года, но они не могли быть постоянными студентками там до 1901 года, и даже тогда это представляло трудности, поскольку средние школы для девочек располагали только шестью из семи средних классов, необходимых для поступления в университет. Димитране было отказано в месте на факультете по изучению права в Софии на этих основаниях, но она стала первой женщиной, изучавшей образование и философию в Цюрихском университете. Когда она вернулась в Болгарию в 1900 году, она работала учительницей, которая была в то время практически единственной профессией, доступной для женщин (хотя до 1904 года и она была запрещена для замужних женщин). В 1914 году Димитрана вышла замуж за учителя Дончо Иванова, но продолжила свою профессиональную деятельность (запрет на замужних женщин-учителей был снят в 1904 году). В 1921 году она подала заявление на обучение на юридическом факультете Софийского университета, и в конце концов ей разрешили это сделать. Иванова окончила его в 1927 году.
В 1926 году Иванова сменила Юлию Малинову на посту председателя ведущей женской правозащитной организации своей страны — Болгарского союза женщин, который был основан в 1901 году. В 1935—1940 годах она была членом правления Международного альянса женщин. Иванова приобрела противоречивую репутацию в общественных дискуссиях и часто служила объектом карикатур в прессе. Во время её пребывания на посту председателя большое внимание уделялось двум вопросам: разрешению женщинам заниматься юридической практикой, что рассматривалось как важный символический вопрос, обозначающий право женщин иметь и другие аналогичные профессии; и женское избирательное право. Болгарские женщины получили условное право голоса в 1937 году, но они не могли сами баллотироваться на выборах, если они были вдовы, замужем или разведены.
Иванова была арестована после коммунистического переворота Болгарии в 1944 году, когда все гражданские «буржуазные» организации были упразднены. Она была освобождена после вмешательства одного из своих знакомых в коммунистическом движении в 1945 году.